# Eyriesia
Eyriesia is een geslacht van weekdieren uit de klasse van de Gastropoda (slakken).

## Soort
- Eyriesia eyriesi (Morelet, 1865)